# Necrobiosi
La necrobiosi (del grec nekro- que significa "cadàver" + bi(o)- que significa "vida" + -ōsis que significa "procés") és el procés de disminució progressiva de l'activitat vital en una cèl·lula en el curs de la seva activitat fisiològica, que finalitza amb la mort cel·lular. Per tant, no és una malaltia, sinó part del procés fisiològic vital de cada cèl·lula i per extensió dels teixits dels éssers vius. La necrobiosi és la conseqüència dels canvis produïts pel desenvolupament, ús i envelliment cel·lular. Es pot observar en la descamació de les cèl·lules epidèrmiques, o en la fagocitosi dels eritròcits vells.